# Flachgrab von Wrangelsburg

Lage

Das Flachgrab von Wrangelsburg liegt auf der Trasse der Europäischen Gas-Anbindungsleitung (EUGAL), südlich von Wrangelsburg im Landkreis Vorpommern-Greifswald in Mecklenburg-Vorpommern und stammt aus der späten Jungsteinzeit. 
Die 3,8 × 1,9 m messende, 0,75 m tiefe mit Sand verfüllte Grube lag unter der Nordwest-Südost orientierten Abdeckung aus großen Feldsteinen. Die Wände der Grube bestanden aus Lagen mittelgroßer Feldsteine. Eine dunkle Verfärbung ließ auf einen seitlich durch Steinreihen gestützten, auf vier rechteckig angeordneten Findlingen ruhenden, ausgegangenen Baumsarg schließen. 
Auf der Sohle fanden sich zwei lanzettförmige Feuersteindolche vom Typ I nach Ebbe Lomborg, die möglicherweise auf eine Doppelbestattung deuten. Der 14,3 cm lange kleinere Dolch lag im südöstlichen Teil, der 23,0 cm lange im Zentrum des Grabes. Beide sind gut erhalten und von ähnlicher Form. Vom Skelett war nur ein Zahnrest im nordwestlichen Viertel der Anlage erhalten.
Lanzettförmige Dolche des Typs I nach Lomborg erreichen selten Längen von über 20 cm. Sie kommen während des Spätneolithikums, eventuell in der Frühbronzezeit vor. Gräber mit Dolchen sind in Deutschland vornehmlich aus Vorpommern, speziell von Rügen bekannt, wo sie besonders häufig sind. 